# Nathan Söderblom
Lars Olof Jonathan (Nathan) Söderblom, född 15 januari 1866 i Trönö prästgård, Hälsingland, död 12 juli 1931 i Uppsala, var en svensk teolog och religionshistoriker som var Svenska kyrkans ärkebiskop 1914–1931. Han var ledamot i Svenska Akademien från 1921 och erhöll Nobels fredspris 1930 för sitt ekumeniska fredsarbete.

## Biografi

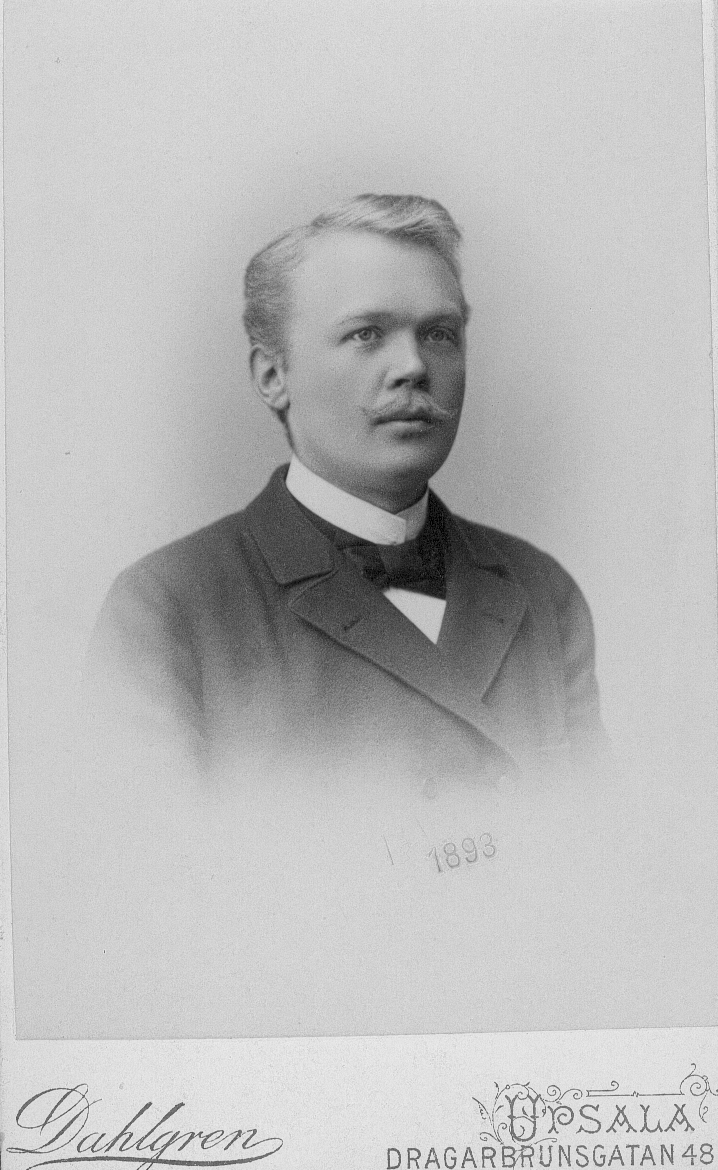
Porträttfoto av Nathan Söderblom i 27-årsåldern. Fotograf: Alfred Dahlgren, Uppsala 1893.

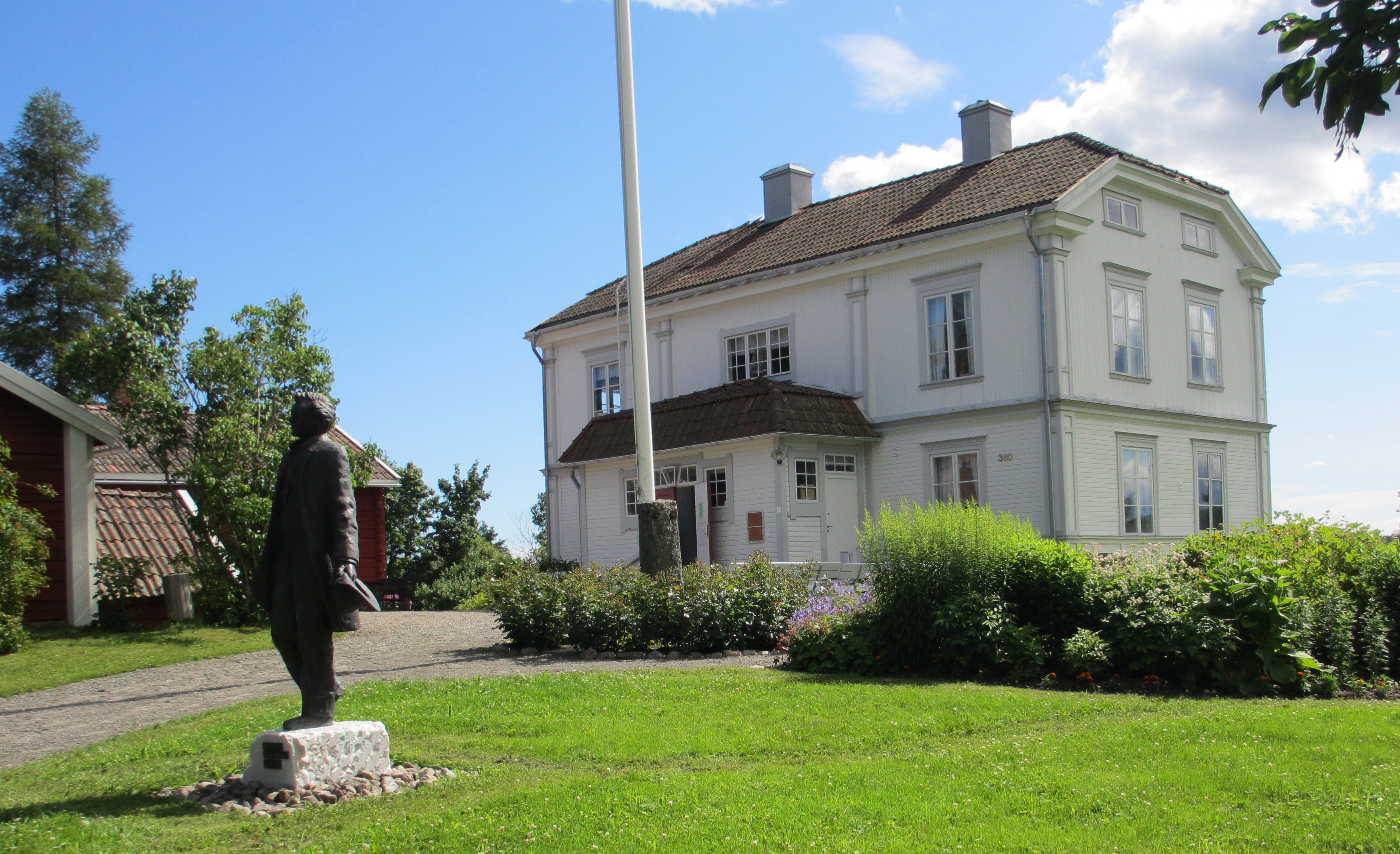
Trönö prästgård

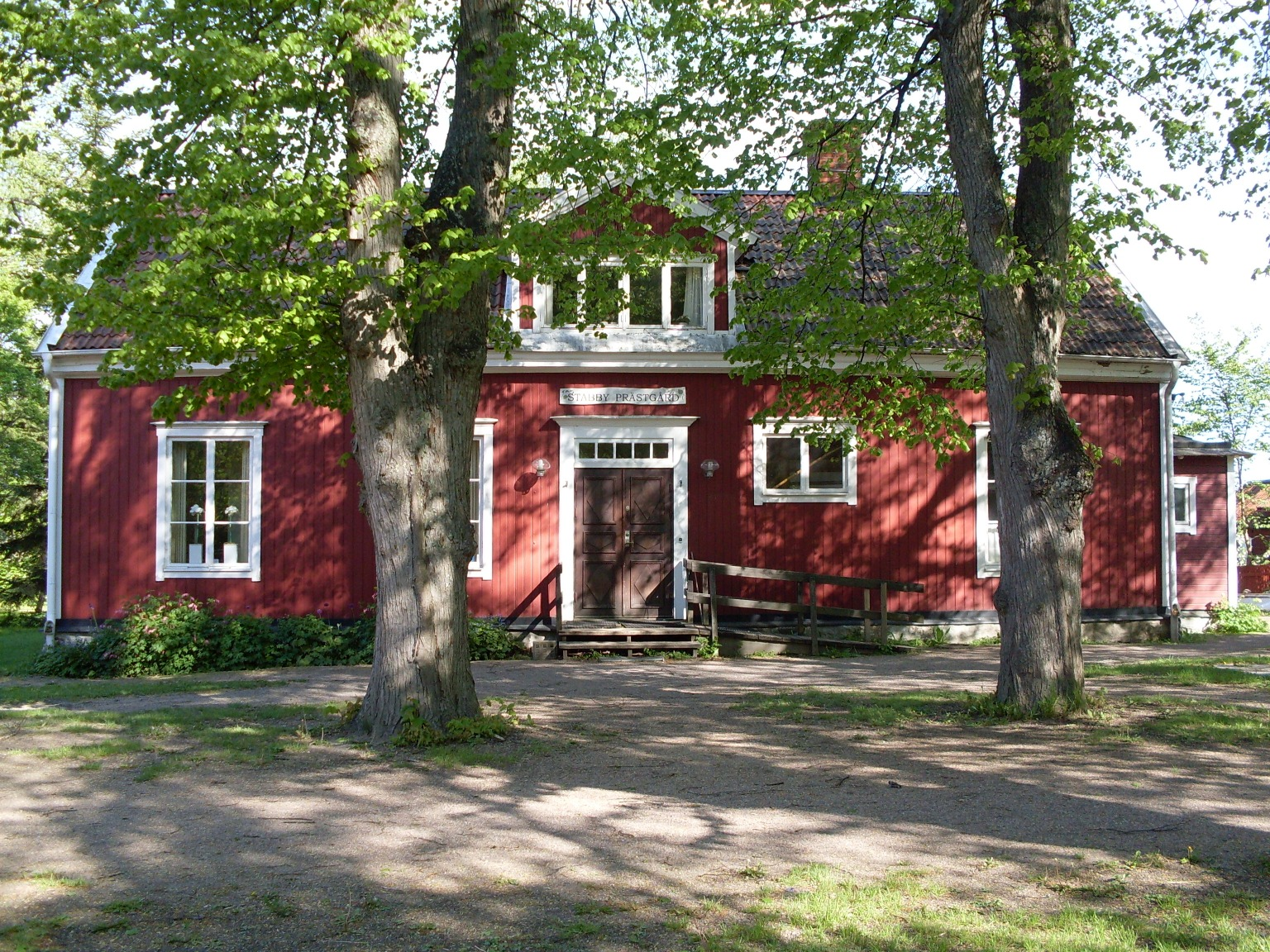
Den nordväst om det dåtida Uppsala belägna Stabby prästgård (idag i en park i ett av stadens bostadsområden), där Söderblom var bosatt 1901–1912. Den var bostad för kyrkoherden i Helga Trefaldighets församling, en befattning som var prebende kopplat till Söderbloms professur.

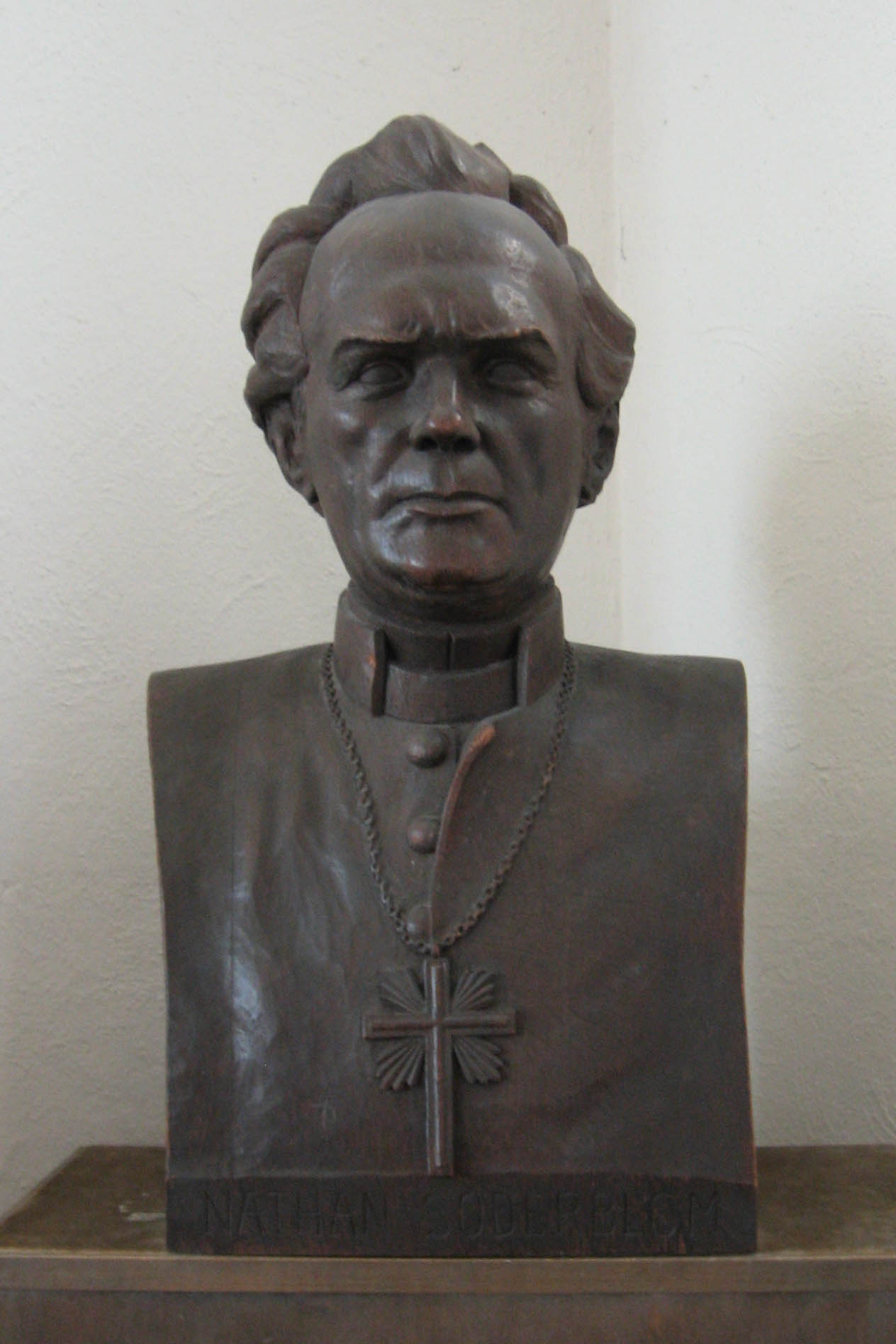
Byst av Nathan Söderblom i Kungsholms kyrka, Stockholm

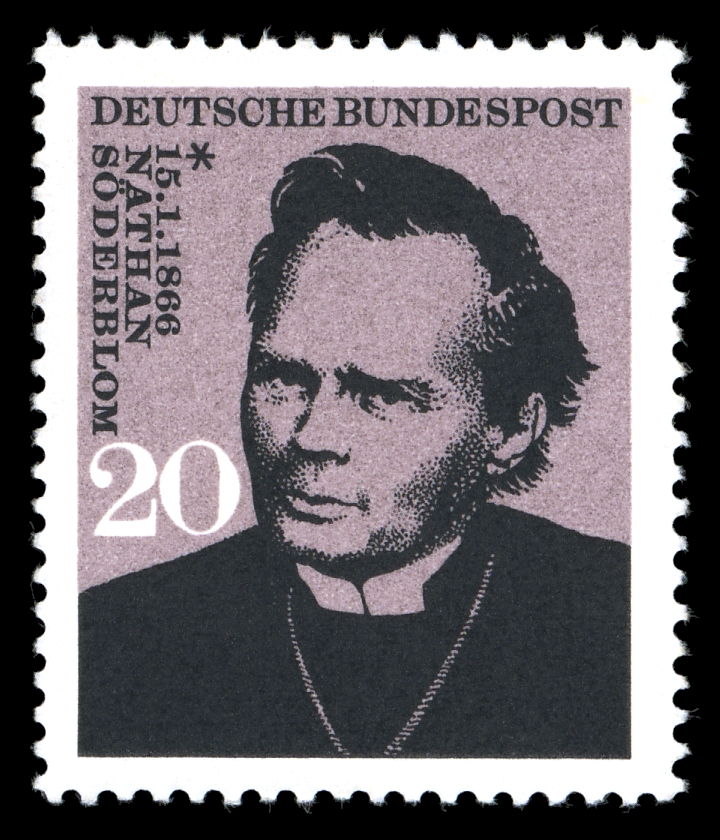
Nathan Söderblom avbildad på ett västtyskt frimärke utgivet i samband med hundraårsminnet av hans födelse 1966. Söderblom avbildades även på ett svenskt frimärke samma år.

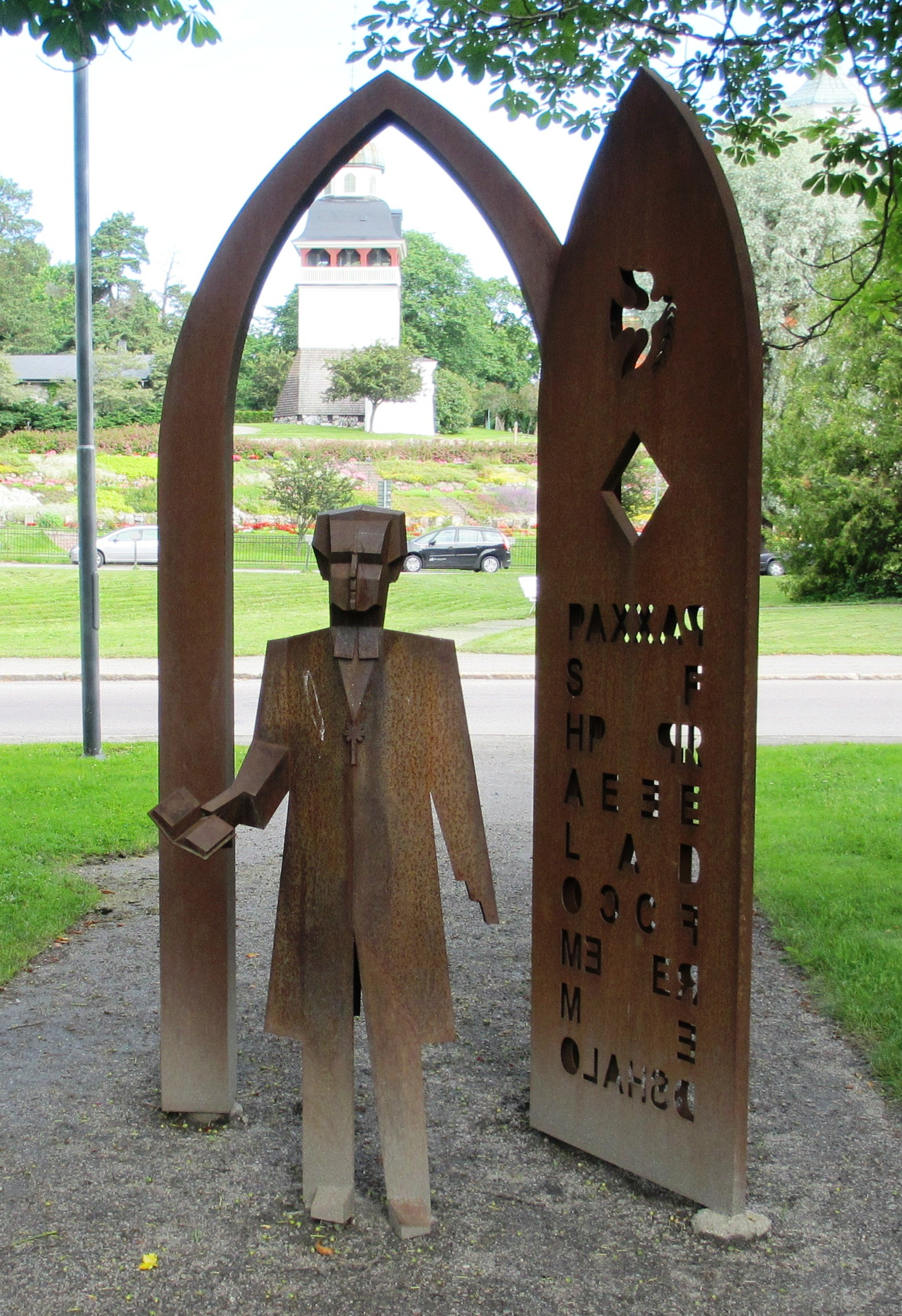
Monument över Nathan Söderblom i Söderhamn (2001). Konstnär: Thomas Qvarsebo. Svetsare: Thomas Hydling.

Nathan Söderblom föddes i Trönö prästgård i Norrala pastorat och växte upp i prästgården i Bjuråker som son till komministern, senare kyrkoherden i Norrala Jonas Söderblom (född 1823 i Söderala, död 1901) och hans hustru Nikolina Sophie Blûme (född 1838 i Strömstad, död 1913 i Uppsala) som kom från Danmark. Släkten Söderblom härstammar från Söderala och namnet upptogs av Nathan Söderbloms far och farbröder. Farfadern Jon Olsson var kyrkvärd och riksdagsman i Orsta nr 3.
Barndomen präglades av faderns starka religiositet, delvis färgad av Rosenius och väckelserörelsen. Efter studentexamen vid högre allmänna läroverket i Hudiksvall 1883 inskrevs Nathan Söderblom vid Uppsala universitet och avlade där filosofie kandidatexamen 1886. Till en början tvekade han huruvida han skulle ägna sig åt klassisk filologi men beslutade sig så småningom för att bli präst. 1892, efter en resa till USA, tog han teologie kandidatexamen och prästvigdes året därefter av Gottfrid Billing. Hans första tjänst som präst var vid Uppsala hospital, vilket möjliggjorde vidare studier i teologi. Han var även under studietiden såväl vice ordförande som ordförande i Uppsala studentkår.
Han gifte sig 1894 med Anna Söderblom, född Forsell. Tillsammans fick paret 12 barn.

### Religionsvetenskap och professor
Söderblom hade ett vitt intresseområde inom religionsvetenskapen. Dels var han inriktad på mission och praktisk teologi, dels var han mycket nyfiken på den iranska religionen. Han började studera den zoroastriska skriften Avesta, vilket kan ha bidragit till att han begav sig till Paris 1894, där det fanns helt andra möjligheter till fördjupning, Han fick där tjänst som pastor för den svenska kolonin, till vilken många svenska konstnärer hörde, och han var även sjömanspräst i Calais och Dunkerque. På uppdrag samlade Söderblom 1895 in pengar för att möjliggöra sjukhusvistelse för August Strindberg. Studierna fortsatte han parallellt med tjänsten, vid École pratique des Hautes Études, där han lärde sig iranska språk, i synnerhet avestiska, och fortsatte studierna av Avesta.
Som en parentes från tiden i Paris kan också nämnas att Alfred Nobel kom att rådfråga Söderblom om sina idéer till ett pris och om sin pjäs Nemesis, som utkom i tryck strax efter Nobels död. Anna Söderblom var orolig att det dramatiska och vågade innehållet skulle ge fel intryck av Nobel, och i samråd med dödsboet makulerade de upplagan sånär som på tre böcker efter Nobels död 1896.
År 1901 doktorerade han vid Sorbonne med ett arbete om zoroastrism, La Vie Future D'Après Le Mazdéisme, som väckte internationell uppmärksamhet. Samma år utnämndes han till professor i teologiska prenotioner och teologisk encyklopedi vid Uppsala universitet, och verkade vid sidan av den tjänsten som kyrkoherde i Helga Trefaldighets församling i Uppsala. År 1912 tillträdde han dessutom som professor i religionshistoria vid universitetet i Leipzig. I Tyskland var han särskilt beundrad för sina studier i den iranska religionen och för sina skrifter om protestantism. År 1914 utgav han sin samlade uppfattning om sin religionshistoriska ursprungsforskning i boken Gudstrons uppkomst. Hans studier i kristendom uttrycks bland annat i skrifterna Uppenbarelsereligion (1903/1930) och Religionsproblemet inom katolicism och protestantism i två band (1910), och han ägnade sig även åt forskning kring Martin Luthers religionssyn.
Han var som professor 1908 delaktig i grundandet av och livet ut verksamhetsledare för den till Uppsala universitet knutna Olaus Petristiftelsen, med syfte att stödja teologiska studier och föreläsningar med internationell vidd. Själv påbörjade han senare en ambitiös serie föreläsningar i Edinburgh, The Gifford Lectures (Giffordföreläsningen) 1931, men hann bara med en första del, som postumt gavs ut i tryck på svenska 1933 som Den levande Guden.

### Ärkebiskop och fredsarbete
Efter lottning inom en av valkorporationerna och under ecklesiastikminister Karl Gustaf Westmans statsrådstid  blev Söderblom utnämnd till ärkebiskop den 20 maj 1914. I och med utnämningen blev han också prokansler för Uppsala universitet samt kyrkoherde i Bälinge församling i Uppsala stift. Avgörande för utnämningen var inte hans teologiska eller kyrkopolitiska  ställningstaganden, utan att statsmakten önskade få en prokansler som inte skapade konflikt med universitetet. Man följde här universitetsprofessorernas önskan i valet. Han vigdes till ärkebiskop den 8 november 1914 (vilket blev första gången sedan 1670, som en ärkebiskopsvigning ägde rum; alla ärkebiskopar däremellan var redan biskopar vid utnämningen till ärkebiskop), innehade ämbetet intill sin död 1931.
Som ärkebiskop blev han en centralfigur i svensk (och internationell) kristenhet med stort engagemang i ungdomsfrågor och evangeliskt arbete. Han drev på skapandet av en ny psalmbok, handbok för kyrkorna och en evangeliebok. På ett nästan mystiskt vis såg han Svenska kyrkan som utvald för en viktig uppgift, och han engagerade sig mycket i det internationella samtalet, inspirerad av sin ungdomstid i KFUM, och han förrättade bland annat biskopsinvigningar i Estland, Lettland och Tjeckoslovakien.
Som författare och föreläsare var han oerhört produktiv. Nämnas kan t. ex. uppbyggelseverket När stunderna växla och skrida i fyra volymer (1909–21), den försoningsinriktade passionsboken Kristi pinas historia (1928), Svenskars fromhet i två volymer (postumt 1933–41).
Nathan Söderblom ägnade sig något åt komposition. Det är han som har komponerat den oftast sjungna melodin till psalmen "I denna ljuva sommartid". År 1919 den 29 oktober invaldes Söderblom som ledamot i Kungliga Musikaliska Akademien.
Han blev vida berömd för sitt fredsarbete, som var en reaktion på första världskriget. Vidare gjorde han mycket betydelsefulla insatser i ekumenik och samlade till den stora ekumeniska mötet i Stockholm 1925, där alla kyrkliga samfund, utom romersk-katolska kyrkan och pingströrelsen, sammanträffade. Som en kuriositet kan nämnas att när den svenska pingströrelsen och Lewi Pethrus skulle sända sina första missionärer till Belgiska Kongo krävde de belgiska myndigheterna en skriftlig rekommendation av myndighetsperson. Rekommendationen skrevs av ärkebiskopen Nathan Söderblom. Under hela tiden skrev han flera stora arbeten, varför han invaldes i Svenska Akademien 1921. Han blev även ledamot av Kungliga Vetenskapsakademien 1925. 1930, året före sin död, erhöll han dessutom Nobels fredspris.
Han var mycket språkkunnig, och kunde tala svenska, engelska, tyska, franska, italienska, latin, hebreiska, grekiska, arabiska och persiska.
Sedan 1906 hade han lidit av klen hälsa, och var periodvis sjuk i kärlkramp och magbesvär. Efter resan till Giffordföreläsningen i Edinburgh 1931 försämrades hans tillstånd kraftigt. Hans sista ord lär ha varit: "Det finns en levande Gud, jag kan bevisa det genom religionshistorien."
Nathan Söderblom avled i Uppsala den 12 juli 1931 klockan 18.40 efter en hjärtattack. Han ligger begravd tillsammans med hustrun Anna Söderblom, född Forsell,  nedanför en pelare i koret i Uppsala domkyrka, invid ärkebiskop Laurentius Petris gravplats.

### Hedersbetygelser och Söderblom-sällskap
Under sitt liv fick Söderblom ett flertal erkännanden. Han var teologie hedersdoktor i Genève, Kristiania, St Andrews i Glasgow, Greifswald, Dublin, Dorpat, Sopron, och Köpenhamn, filosofie hedersdoktor i Uppsala 1917, i Bonn 1925, hedersdoktor i juridik i Berlin 1923. Doctor of Civil Law i Oxford 1923 samt hedersdoktor i medicin i Greifswald 1923. Söderblom blev hedersborgare i Wittenberg den 10 juli 1928, såsom en uppskattning av hans internationella betydelse som Lutherforskare och Lutherkännare. Priset överlämnades i ärkebiskopsgården i Uppsala.
Han grundade Uppsala Domkyrkas Gosskör 1920, var hederspresident i Sångsällskapet Orphei Drängar, hedersmedlem vid Wiens universitet, och ständig hederspresident i Lettlands evangeliska synod 1924. Inspektor för Gästrike-Hälsinge nation och för Uplands nation.
På 75-årsdagen av hans födelse bildades den vetenskapliga sammanslutningen Nathan Söderblom-sällskapet, som dock inte ägnar sig åt Söderbloms person, utan åt hans vetenskapsområden, religionshistoria och exegetik.

## Familj
Nathan Söderblom gifte sig med Anna Forsell, syster till John Forsell, 29 april 1894 i Ersta kapell, Stockholm. Makarna fick följande barn:
1. Helge Söderblom, född  8 januari 1896 i Paris, redaktör i TT, död 7 januari 1932. (Deras relation var inte okomplicerad.)[6]
2. Brita Söderblom, född 31 december 1896 i Paris, död 16 januari 1989. Gift 1919 med  ärkebiskopen Yngve Brilioth.
3. Sven Söderblom, född 24 januari 1898 i Paris, affärsman i USA, död i maj 1976.
4. Ingrid Söderblom, född 10 februari 1899 i Paris, död 23 oktober 1900.
5. Staffan Söderblom, född 14 juli 1900 i Paris, envoyé, död 11 december 1985.
6. Lucie Söderblom, född 16 januari 1902, död 10 december 2002. Gift 1924 med biskop Arvid Runestam. Mor till Eva Runestam och mormor till Tomas Riad.
7. Yvonne Söderblom, född 30 oktober 1903, död 8 januari 1990. Gift 1929 med biskop Algot Anderberg.
8. Jan Söderblom, född och död 24 januari 1905.
9. Jon Olof Söderblom, född 27 juni 1906, handsekreterare hos statsministern, därefter förste kanslisekreterare i utrikesdepartementet, död 15 januari 1981.
10. Carl Söderblom, född 7 april 1908, affärsman i Buenos Aires, död 15 februari 1967.
11. Lag Söderblom, född 4 juni 1912, läroverksadjunkt vid Stockholms samgymnasium, död 14 mars 1989. Far till Staffan Söderblom.
12. Gustaf Söderblom, född 6 juli 1914 i Leipzig, kapten vid Upplands regemente, därefter komminister i Bälinge och Åkerby, död 27 juni 1998.

## Psalmer och musikintresse
Söderblom finns bland annat representerad i 1986 års psalmbok med originaltexten till ett verk (nummer 445), en översatt psalm (nummer 171) och den välbekanta tonsättningen till psalmen I denna ljuva sommartid som används till flera psalmer (nummer 198, 200, 304, 310 och 518).
- För alla helgon (1937 nr 147, 1986 nr 171) 1911 översatt William Walsham Hows engelska psalm från 1864.
- O Gud, vi lova dig, O Herre, vi bekänna dig (1937 nr 603) en bearbetad variant 1915 av Laurentius Petris översättning av Te Deum från 1563.
- Se, kärlet brast, och oljan är utgjuten (1937 nr 72, 1986 nr 445) diktad 1928 (v. 1  efter Karl von Geroks tyska psalm från 1857)
- I denna ljuva sommartid (1986 nr 200) tonsatt 1916. Samma melodi som används till
  - Hur härligt vittna land och sjö (1986 nr 518)
  - Likt vårdagssol i morgonglöd (1986 nr 198)
  - Lär mig, du skog, att vissna glad (1986 nr 304)
  - O Gud, du mig ej överger (1986 nr 310)
- Ring in gudstjänsttid (1937 nr IV bland "Psalmer att läsas vid enskild andakt")

Utöver engagemanget i Uppsala Domkyrkas Gosskör och Orphei Drängar (OD) var Söderblom också intresserad av svensk folkmusik och deltog som arrangör av spelmansstämmor.

## Utmärkelser

### Svenska utmärkelser
- Ledamot och Kommendör av Kungl. Maj:ts Orden (Serafimerorden), 6 juni 1926.[7]
- Kommendör med stora korset av Nordstjärneorden, 6 juni 1919.[8]
- Ledamot av Nordstjärneorden, 1910.[9]

### Utländska utmärkelser
- Storkorset av Danska Dannebrogorden, senast 1925.[10]
- Storkorset av Etiopiska Stjärnorden, senast 1931.[11]
- Storkorset av Finlands Vita Ros’ orden, senast 1921.[12]
- Riddare av Franska Hederslegionen, senast 1905.[13]
- Storkorset av Grekiska Frälsarens orden, senast 1925.[10]
- Storkorset av Lettiska Tre Stjärnors orden, senast 1931.[11]
- Storkorset av Norska Sankt Olavs orden, senast 1931.[11]
- Riddare av Norska Sankt Olavs orden, senast 1905.[13]